# Quảng bá thương hiệu bằng người nổi tiếng

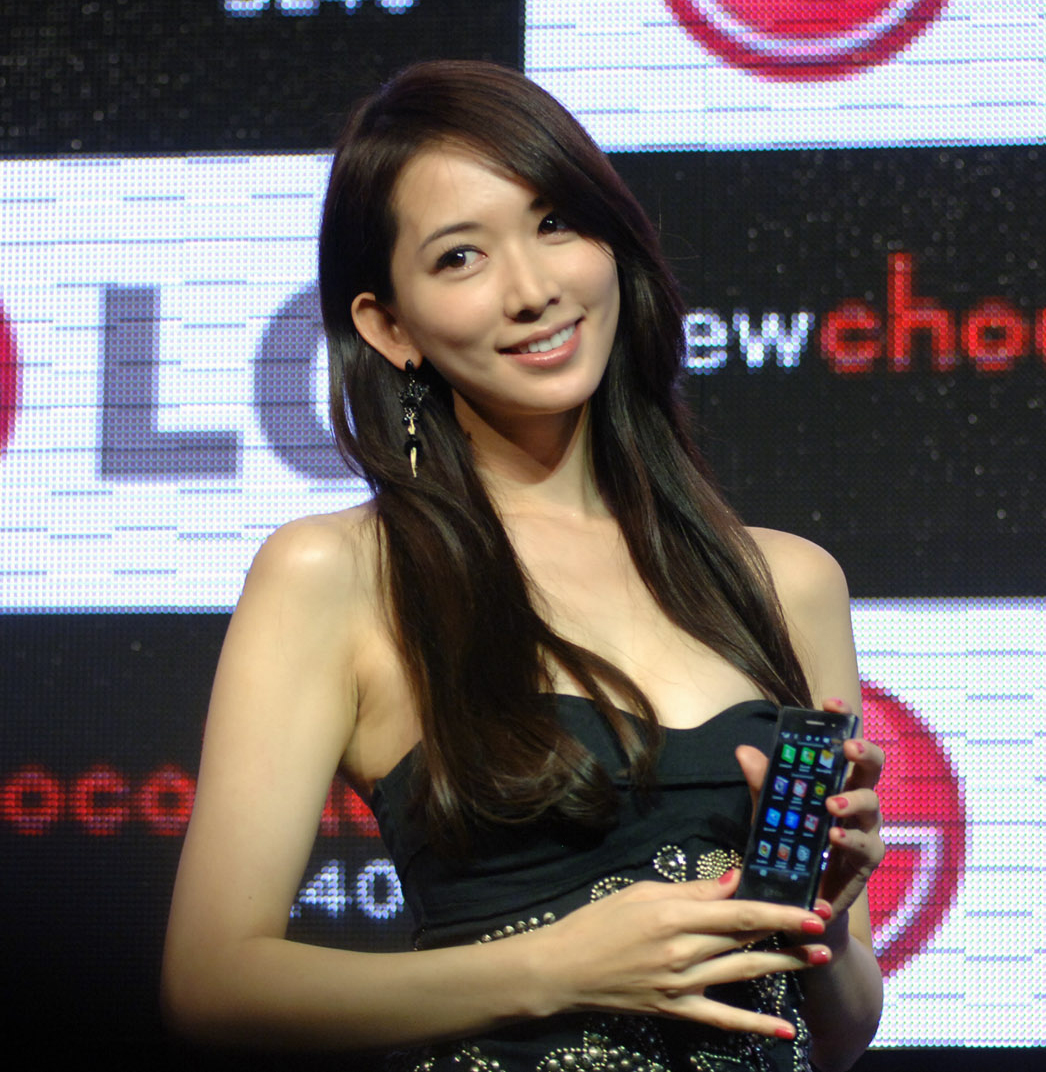
Lâm Chí Linh (林志玲）tại sự kiện phát hành BP40 của LG

Quảng bá thương hiệu bằng người nổi tiếng hay còn gọi là người nổi tiếng làm đại sứ nhãn hàng, là một dạng chiến dịch quảng cáo hoặc chiến lược marketing sử dụng đến danh tiếng hoặc địa vị xã hội của người nổi tiếng nhằm quảng bá một sản phẩm, nhãn hàng, thương hiệu hoặc một dịch vụ, hay như nhằm tạo sự chú ý, gia tăng nhận thức về một vấn đề.